# Daynara de Paula
Daynara de Paula (Manaos, 25 de julio de 1989) es una nadadora brasileña, campeona sudamericana en Medellín 2010.

## Trayectoria
Arraigado en São Caetano do Sul como una niña, a los 11 años de edad, ganó el patrocinio para competir en todo el país. Como deportista del Minas Tênis Clube, su primera participación importante fue en los Juegos Olímpicos de Pekín 2008. A los 18 años, ganó su plaza olímpica en la última clasificación de Brasil, el Trofeo Maria Lenk, en Río de Janeiro. Daynara lo consiguió en los playoffs de los 100 m mariposa, donde logró 59s30 - cinco centésimas por debajo del índice de la FINA. También rompió el récord sudamericano de Gabriella Silva, 59s79. En Beijing, terminó 34º en los 100 m mariposa.
En el Campeonato Mundial de Natación de 2009 en Roma, terminó en duodécimo lugar en los 100 metros mariposa, y se fue a la final en los 50 m mariposa, terminando en octavo lugar. En las semifinales de los 50 m mariposa, ella rompió el récord sudamericano, con un tiempo de 25s85.
En noviembre de 2009, en la etapa de Estocolmo de la Copa del Mundo FINA de Natación de 2009, rompió el récord sudamericano de los 100 m mariposa (57,23 segundos en las eliminatorias, y 56,52 segundos en la final el 10 de noviembre) y de los 50 m mariposa (25,94 segundos, el 11 de noviembre).
Fue reconocido su triunfo de ser el tercero deportista con el mayor número de medallas de la selección de  Brasil en los juegos de Medellín 2010.
 Su desempeño en la novena edición de los juegos, se identificó por ser el noveno deportista con el mayor número de medallas entre todos los participantes del evento, con un total de 6 medallas:

- , Medalla de oro: Natación 50 m Mariposa Mujeres
- , Medalla de oro: Natación Mariposa 100 m Mujeres
- , Medalla de oro: Natación Relevo 4 × 100 m Libre Mujeres
- , Medalla de oro: Natación 4 × 200 m Relevo Libre Mujeres
- , Medalla de oro: Natación Relevo 4 × 100 m Nado Combinado Mujeres
- , Medalla de bronce: Natación Libre 50 m Mujeres

En el Campeonato Mundial de Natación de 2011 en Shanghái, terminó décimo en los 50 m mariposa, 21º en 100 m mariposa, 17 en el 4 × 100 m medley y 13 en el 4 × 100 m libre.
En los Juegos Panamericanos de 2011 en Guadalajara, Daynara ganó la medalla de plata en los 100 m mariposa y en el 4 × 100 m estilo libre, y ganó el bronce en el 4 × 100 m medley. Ella también terminó en noveno lugar en los 100 m libre.
Ella participó en sus segundos Juegos Olímpicos en los Juegos Olímpicos de Londres 2012, donde terminó 26 en los 100 m libre y 33 en los 100 m mariposa.
En el Campeonato Mundial de Natación en Piscina Corta de 2012 en Estambul, Daynara finalizó 16º en los 50 m mariposa, décimo en los 100 m mariposa y décimo en los 4 × 100 m medley. En la clasificación de los 4 × 100 m medley, Daynara, junto con la selección brasileña, rompió el récord sudamericano con un tiempo de 3m57s66.
En el Campeonato Mundial de Natación de 2013 en Barcelona, en los 4 × 100 m libre, ella rompió el récord sudamericano, con un tiempo de 3m41s05, junto con Larissa Oliveira, Graciele Herrmann y Alessandra Marchioro. El equipo brasileño terminó en el puesto 11, y no avanzó a la final. Ella también terminó 15º en los 100 m mariposa, 20 en los 50 m mariposa, y 12 en los 4 × 100 m medley, junto con Etiene Medeiros, Larissa Oliveira y Beatriz Travalon.
En el Campeonato Pan-Pacífico de Natación de 2014 de Gold Coast, Australia, Daynara terminó quinto en los 4 x 100 m libre, junto con Graciele Herrmann, Etiene Medeiros y Alessandra Marchioro; quinto en los 4 x 100 m medley, junto con Graciele Herrmann, Ana Carvalho y Etiene Medeiros; 12 en los 100 m mariposa; y 19 en los 50 m libre.
En Campeonato Mundial de Natación en Piscina Corta de 2014, en Doha, Daynara rompió el récord sudamericano en las semifinales de los 50 m mariposa, con un tiempo de 25s54. Terminó octavo en la final. Daynara también estaba en otras finales: terminó quinto en los 4 × 50 m medley (1m46s47, récord sudamericano), junto con Etiene Medeiros, Ana Carvalho y Larissa Oliveira; y terminó séptimo en los 4 × 100 m libre (3m33s93, récord sudamericano), y octavo en los 4 × 50 m libre (1m38s78, récord sudamericano), ambos relés formados por Daynara de Paula, Daiane Oliveira, Alessandra Marchioro y Larissa Oliveira. También nadó los 100 m mariposa, donde terminó en el puesto 11.
En los Juegos Panamericanos de 2015 en Toronto, de Paula ganó dos medallas en dos relés de Brasil: en los 4 x 100 metros libre (este, rompiendo el récord sudamericano, con un tiempo de 3:37.39) y en los 4 × 100 metros medley. Ella también terminó cuarto en los 100 metros mariposa.
En el Campeonato Mundial de Natación de 2015, en Kazán, terminó sexto en los 4 × 100 metros libre mixto, junto con Bruno Fratus, Larissa Oliveira y Matheus Santana, rompiendo el récord sudamericano con un tiempo de 3:25.58; noveno en los 4 × 100 metros medley mixto, junto con Felipe Lima, Daiene Dias y João de Lucca; 11º en los 4 × 100 metros libre; 13º en los 50 metros mariposa; 14º en los 4 × 100 m medley y 18º en los 100 metros mariposa.